# Veïnat
|  | Per a altres significats, vegeu «Veïnat (desambiguació)». |

El veïnat és una entitat de població dependent d'una de més gran, agrupada entorn d'algun element que servia d'aglutinador: al llarg d'un camí, al voltant d'una capella, d'una masia, o, simplement, pel fet que diverses masies s'agrupaven en un lloc determinat, properes les unes de les altres, i constituïen així una unitat important dins del conjunt del poble a què pertanyien. No calia que formés un nucli gaire homogeni, però sí que havia d'haver-hi proximitat entre les cases que el formaven.